# Utasbiztosítás
Az utasbiztosítás olyan speciális biztosítási forma, mely kifejezetten utazások, kirándulások, nyaralások során nyújt biztosítási védelmet az utasbiztosítást kötő biztosított számára.

## Az utasbiztosítás eredete
Az utasbiztosítás története 1905-ben kezdődött, amikor egy pécsi üzletember, Cserkúti Engel Miksa a luzerni pályaudvaron felfigyelt arra, hogy milyen könnyen lángra lobbanhat a peronon álló bőrönd egy gőzmozdony szikrájától. Utánajárt és megtudta, hogy a kárért a vasúttársaság csak jelképes kártérítést fizet.
Ez adta az ötletet egy olyan biztosító társaság létrehozására, amely az utazók poggyászára és baleseti káraira vállal fedezetet. Így született meg 1907-ben Magyarországon az Európai Áru és Podgyászbiztosító Rt., a világ legelső, erre szakosodott biztosítója.

## Az utasbiztosítás által kínált fedezeti kör
A hazai utasbiztosítások mindegyike legalább az alábbi biztosítási fedezetet nyújtja:
- Sürgősségi orvosi és mentési költségek
- Élet- és balesetbiztosítás
- Asszisztencia-szolgáltatás

További fontosabb fedezetek:
- Poggyászbiztosítás
- Felelősségbiztosítás
- Jogvédelem biztosítás

Minden magyar biztosító utasbiztosítási terméke tartalmazza a 24 órás, anyanyelven elérhető asszisztenciaszolgáltatást, melynek keretében telefonon nyújtanak segítséget betegség vagy baleset esetén. Telefonon kínálnak felvilágosítást az egészségügyi ellátás lehetőségeiről is.
Az élet-, baleset- és betegségbiztosítás több olyan szolgáltatást kínálnak a biztosítók melyek inkább asszisztenciának, segítségnyújtásnak mondhatók. Ilyenek például a hozzátartozó értesítése, hozzátartozó kiutazásának megszervezése, gyermek hazajuttatása, vagy éppen az idő előtti hazautazással járó költségek megtérítése. Továbbá ide tartozik a beteg (esetleg holttest) hazaszállítása miatt felmerült költségek kifizetése is. A biztosító kártérítést fizet baleseti rokkantság és csonttörés esetén is.
A poggyászbiztosítás tartalmazza a poggyászban eset károk megtérítését, a poggyász eltulajdonításának esetén limitáltan a költségek megtérítését, valamint több módozat esetén a poggyászkésésből adódó költségtérítést.
Számos módozat esetében olyan pótlólagos szolgáltatásokat nyújtanak a biztosítók, mint például a jogvédelem, ügyvédi költségek térítése, óvadékelőleg, stb. E szolgáltatásokat azonban leginkább a prémium kategóriába tartozó termékek választása esetén nyújtja a biztosító.

## Az utasbiztosítás kötésének feltételei
Az utasbiztosítástokat korábban kizárólag még Magyarország területén, az utazás megkezdése előtt lehetett megkötni, ma már azonban lehetőség van arra bizonyos biztosítóknál, hogy akár a külföldi utazás alatt kössük meg az utasbiztosítást. Nem köthető biztosítás a külföldön életvitelszerűen élőkre, illetve a külföldön munkát vállalókra.
A betegségbiztosításoknál természetesen nem biztosított az utazás előtt már meglévő betegség külföldi kezelése, a terhességgel kapcsolatos események.
Poggyászbiztosításnál a biztosítók kizárják a kockázatból a nemesfémeket, gyűjteményeket, szőrméket, készpénzt, sporteszközöket ideértve a kerékpárt is. A magas egyedi értéket képviselő tárgyakat szintén nem fogadják kockázatba a biztosítók (pl. fényképezőgép, videókamera).
Emellett a biztosítások általános kizárásai (nukleáris sugárzás, polgárháború, háború, jogellenes vagy súlyosan gondatlan magatartás, ittas állapot, kábítószer hatása, öngyilkosság) az utasbiztosítások esetben szintén érvényesülnek.